# Demarketing
Demarketing – marketing negatywny, skierowany przeciwko określonej marce lub markom. Czasami stosowany w reklamie społecznej (gdy np. jakaś marka jest szczególnie szkodliwa). Może polegać na wycofywaniu produktu z rynku z przyczyn związanych np. ze strategia marketingową, czy cyklem życia produktu. 
Jest to czasowe lub trwałe zniechęcenie do zakupu produktu ogółu lub wybranej kategorii klientów np. Yosemite National Park (jest zbyt tłumnie odwiedzany w okresie letnim).